# Eleições gerais no Panamá em 2009
As eleições gerais panamenhas de 2009 foram realizadas em 3 de maio.

## Campanha de Balbina Herrera
A candidata governista Balbina Herrera, encerrou sua campanha para a eleição no dia 28 de abril, ao lado do presidente panamenho, Martín Torrijos. No último ato, em uma avenida no centro da capital, a candidata pediu a oportunidade para continuar as obras do atual mandatário e disse ter "muito orgulho" de suas origens. "Sou a filha da dona Tina, uma antiga empregada doméstica, e tenho muito orgulho das minhas origens", afirmou ela. "Trabalhamos ombro a ombro com Torrijos e somos parte deste governo", acrescentou.

## O pleito
O comparecimento foi consierado alto, podendo superar a casa dos 70%. Foi considerado uma votação calma, que transcorreu normalmente, exceto por alguns incidentes isolados. A Organização dos Estados Americanos enviou 53 técnicos nas nove províncias e em duas comarcas indígenas panamenhas. A votação começaou em todo o país às 7 h locais e foram até as 16h. Ao todo, 2.211.261 cidadãos maiores de 18 anos estavam convidados a eleger o presidente da República, o vice-presidente, 71 deputados da Assembleia Legislativa, 75 prefeitos e 20 membros do Parlamento Centro-Americano (Parlacen) para o período 2009—2014.

## Projeções
O magistrado do Tribunal Eleitoral, Erasmo Pinilla, um dos três magistrados do TE, anunciou o vencedor quando a apuração estava em 43% dos votos. O tribunal informou que o candidato Ricardo Martinelli foi o vencedor do pleito. Pinilla comunicou por telefone a Martinelli sua vitória mediante uma ligação que foi retransmitida pela televisão para todo o país. "O Tribunal Eleitoral considera que com seus dados disponíveis o senhor é o vencedor das eleições", disse ele ao líder do partido Mudança Democrática.
"Agradeço ao povo panamenho e asseguro a ele que farei um Governo de união nacional", comentou Martinelli em conversa telefônica com o juiz eleitoral. Com essa apuração, Martinelli obtém 57% dos votos e a candidata governista, Balbina Herrera, 39%. Herrera após votar afirmou que "Aqui [no Panamá] não há opositores; opositores são os problemas que vivemos a cada dia",  acrescentando que "todos somos amigos, irmãos; todos somos Panamá". O ex-presidente Guillermo Endara, alcançava até o momento 2,6% dos votos.